# HMS Lookout (G32)
«Лукаут» (англ. HMS Lookout (G32) — військовий корабель, ескадрений міноносець типу «L» Королівського військово-морського флоту Великої Британії за часів Другої світової війни.
Есмінець «Лукаут» був закладений 23 листопада 1938 року на верфі компанії Scotts Shipbuilding and Engineering Company у Гріноку та спущений на воду 4 листопада 1940 року. 30 січня 1942 року увійшов до складу Королівських ВМС Великої Британії. Есмінець брав активну участь у бойових діях на морі в Другій світовій війні; переважно на Середземному морі, а також у Північній Атлантиці, в Індійському океані, супроводжував арктичні конвої. За проявлену мужність та стійкість у боях бойовий корабель відзначений вісьмома бойовими відзнаками.

## Дизайн і конструкція
«Лукаут» належав до есмінців типу «L», що відрізнялися від своїх попередників — есмінців типу «J» — збільшеними розмірами.
Корпус «Лукаут» мав загальну довжину між перпендикулярами 110,4 м, бімс — 11,3 м та осадку до 4,4 м. Водотоннажність бойового корабля становила: стандартна — 1920 та повна — 2660 довгих тонн відповідно.
Головна енергетична установка складалась із двох триколекторних Адміралтейських котлів з пароперегрівником і двох одноступінчатих турбозубчатих редукторів, дві парових турбіни Parsons. Дві турбіни (високого і низького тиску) і редуктор становили турбозубчатий агрегат. Розміщення ГЕУ — лінійне. Котли розміщувалися в ізольованих відсіках, турбіни — у загальному машинному відділенні, де редуктори відокремлювались від турбін водонепроникною перегородкою. Робочий тиск пару — 21,2 кгс/см² (20,5 атм.), температура — 332 °С (629 °F). Загальна маса силової установки становила 650 довг. тонн.
Проектна потужність становила 48 000 к. с., що мало забезпечити максимальну швидкість ходу (за повного навантаження) в 36 вузлів (67 км/год). Однак на ходових випробуваннях есмінець досяг швидкості 36 вузлів. Запас палива зберігався у восьми паливних танках ємністю 567 тонн мазуту, що забезпечувало дальність ходу 5500 миль (10 186 км) 15-вузловим ходом (27,8 км/год). Екіпаж корабля становив 221 офіцера та матроса.

## Озброєння
Корабельна артилерія головного калібру (ГК) есмінця «Лукаут»: шість 120-мм універсальних швидкострільних гармат Mk XI з довжиною ствола 50 калібрів у подвійних баштах типу CP Mk.XX «A», «B» та «X», загальною вагою до 38,2 тонн кожна. Башти розміщувалися по центральній осі корабля та утворювали дві передні й одну кормову вогневі позиції. Максимальний кут піднесення +50°, зниження на −10°. Кут горизонтального наведення установок становив 340°, мертва зона — 20°.
Маса снаряда 28,1 кг, початкова швидкість — 774 м/с. Гармати мали швидкострільність 6—10 пострілів на хвилину на максимальну дальність — 19 420 м під кутом піднесення 45°. Боєзапас становив 250 пострілів на ствол (150 — напівбронебійних, 100 — осколково-фугасних снарядів, а також додатково по 25 — фугасних для надводних цілей, 16 — для повітряних цілей снарядів та окремо 50 — освітлювальних для установки «B»). Живучість ствола — до 800 пострілів.
Зенітне озброєння корабля включало одну 40-мм автоматичну зенітну гармату QF 2 Mark VIII, яка була відома через характерний звук під час стрільби, як гармата «пом-пом» (англ. pom-pom). Також традиційно встановлювались два 12,7-мм зчетверені зенітні кулемети Vickers .50 із боєзапасом 10 000 набоїв на установку.
Додатково для посилення протиповітряної оборони есмінця на ньому на заміну одному торпедному апарату встановлювалась одна 102-мм універсальна гармата QF 4 inch Mk V, яка вела вогонь снарядами вагою 15,88 кг, мала кут піднесення 80 °, дальність стрільби 18 150 м при куті піднесення 45°, досяжність по висоті 11 890 м при 80° і швидкострільність технічну — до 20 постр./хв. Але, на практиці швидкострільність була нижче, 12—14 постр./хв.
Торпедне озброєння складалося з двох чотиритрубних 21-дюймових (533-мм) торпедних апаратів Mark IX, що розташовувався в кормовій частині корпусу на осьовій лінії й мав запас тільки чотири торпеди. Торпеди Mk.IX мали максимальну дальність дії 11 000 ярдів (10 055 м) зі швидкістю 41 вузол. Бойова головка мала 330 кг тринітротолуолу, але невдовзі після вступу корабля до строю їх змінили на потужніші торпеди з 367 кг торпекса.
Протичовнове озброєння есмінця складалося з гідролокатора «ASDIC», 42 глибинних бомби, 2 бомбоскидачів і двох бомбометів на кормі.

## Історія служби

### 1942
У січні 1942 року після успішного проходження ходових випробувань, «Лукаут» був зарахований до 19-ї флотилії есмінців Флоту Метрополії та прибув до Скапа-Флоу.
1 березня 1942 року з порту Рейк'явіка до Мурманська у супроводі ближнього ескорту вирушив конвой PQ 12, який налічував 16 вантажних суден зі стратегічно важливими матеріалами та військовою технікою для Радянського союзу. 5 березня до них на посилення супроводу прибули легкий крейсер «Кенія» та есмінці «Оффа» і «Орібі». 3 та 5 числа з Рейк'явіка та зі Скапа-Флоу відповідно вийшли сили далекого океанського супроводження. Ескадрений міноносець «Лукаут» вийшов на своє перше бойове завдання з групою ескорту лінійних кораблів «Кінг Джордж V» і «Дюк оф Йорк», лінійного крейсера «Рінаун» та авіаносця «Вікторіос». Водночас із Росії вийшов назустріч конвой QP 8. Місцем рандеву для транспортних конвою та кораблів ескорту визначався норвезький острів Ян-Маєн. За даними британської розвідки на перехоплення транспортних конвоїв німці зібрали рейдову групу на чолі з лінкором «Тірпіц». Невдовзі після виходу німецького рейдера з норвезького фіорду підводний човен «Сівулф» виявив його у відкритому морі. Обидва угруповання кораблів здійснили спробу напасти на противника, але марно. Врешті-решт «Тірпіц» повернув додому, а 12 березня 1942 року конвой PQ 12 благополучно прибув до Мурманська, не втративши жодного корабля чи судна.
24 березня 1942 року «Лукаут» увійшов з есмінцями «Гроув» та «Альденгам» до складу конвою WS 17, котрий вирушав з Клайду через Атлантику до Фрітауна. А на початку квітня 1942 вийшов у складі океанського ескорту конвою WS 171, що вирушав до Дурбана. 22 квітня конвой без подій прибув до пункту призначення, а «Лукаут» разом із «Лайтнінг» та іншими есмінцями вийшов на супровід сил, що рухалися на вторгнення до Дієго-Суарез, у північному Мадагаскарі.
У травні 1942 року союзники провели операцію «Айроклад» — морську десантну операцію із захоплення французького острову Мадагаскар, де панували вішісти. «Лукаут» супроводжував авіаносець «Індомітебл» та крейсер «Девоншир» з метою прикриття в процесі проведення морської десантної операції. 7 травня 1942 року французький гарнізон у Дієго-Суарезі капітулював.
Есмінець також виконував завдання з протичовнової оборони сил вторгнення, шукаючи японські підводні човни поблизу Мадагаскару, які за даними розвідки могли з'явитись поблизу французької колонії. Після успішного проведення операції, корабель залишався на Мадагаскарі, доки 1 червня разом з есмінцями «Лайтнінг» та «Лафорей» не приєднався до сил ескорту для супроводу лінійного корабля «Ворспайт», авіаносців «Іластріас» і «Формідабл» та крейсера «Гамбія», що здійснювали перехід до Коломбо. На переході морем кораблі прибули до островів Чагос, де на Адду угруповання провело дозаправлення й вирушило на Цейлон. 18 червня ескадра прибула до Коломбо.
Після нетривалого перебування на Цейлоні, есмінець разом з кораблями одного типу «Лайтнінг» та «Лафорей» повернулись до Момбаси, де пройшли технічний огляд та короткий ремонт і вийшли на Гібралтар.
На початку серпня 1942 року британське адміралтейство запланувало проведення масштабного конвою з 14 транспортних суден до обложеного острову Мальта. Для проведення операції під кодовою назвою «П'єдестал» залучався потужний компонент сил під командуванням віце-адмірала Е.Сіфрета: 2 лінкори, 4 ескадрених авіаносці, 7 крейсерів і 32 есмінці. Основним нововведенням до плану операції була наявність потужного винищувального прикриття, яке забезпечували щонайменше 3 ескадрених авіаносці — «Вікторіес», «Індомітебл» та «Ігл». До складу ескадри був також включений старий авіаносець «Фьюріес», який повинен був доставити на острів нову партію «Спітфайров».
Есмінець «Лукаут» безпосередньо виконував завдання з прикриття авіаносця «Фьюріес», який успішно підняв «Спітфайри» в 550 милях від Мальти та відправив їх на острів. Однак після полудня 11 серпня німецький підводний човен U-73 несподівано завдав потужного удару, потопивши старий британський випробуваний авіаносець «Ігл», що затонув буквально за 8 хвилин. «Лукаут» з есмінцями «Лайтнінг» і «Малькольм» та буксиром «Джонті» рятував матросів із загиблого авіаносця: загалом з 1160 осіб було врятовано 927 чоловіків. З борту «Лукаута» їх передали на «Веномоус».
Наступного дня конвой піддався масованим авіаційним нальотам німецької та італійської авіації, з-під води їх атакували підводні човни; у цій обстановці есмінець разом із «Тартар» забезпечував протичовновий захист угруповання, неодноразово застосовував торпеди та глибинні бомби проти ворожих кораблів. 12 числа «Тартар» завдав удару по італійському підводному човну «Граніто», а трохи пізніше удвох вони атакували субмарину «Емо». Після ураження авіаносця «Індомітебл», який отримав два прямих влучення 500 кг бомбами, та його злітна палуба вийшла з ладу, командування операцією вирішило вивести авіаносець назад до Гібралтару. «Лукаут» з «Сомалі», «Лайтнінгом» та крейсером «Карібдіс» забезпечували прикриття переходу бойового корабля до військово-морської бази в Гібралтарі.
13 серпня «Лукаут» перейшов до З'єднання X, яке забезпечувало прикриття основних сил флоту, що повертались після проведення сумнозвісного конвою WS 21S до британських баз.
Після повернення до Гібралтару включений до складу флотилії есмінців З'єднання Н і виконував завдання з цим угрупованням до листопада 1942 року. Після час одного з патрулювань есмінець зіткнувся в морі із судном, яке було ідентифіковане як італійське торговельне судно «Луарана» водотоннажністю 4000 тонн. Як з'ясувалось пізніше судно було покинуто екіпажем, тому британці пересадили необхідний персонал на вороже судно, завели його та привели приз до Гібралтару.
30 вересня він ескортував лінійний корабель «Малайя», який здійснював морський перехід із бухти Гібралтару на ремонт до Клайда.
На початку листопада увійшов до угруповання сил, що забезпечували висадку з моря союзних військ у Північній Африці: патрулював навколишні води та прикривав перехід конвоїв й поодиноких суден біля берегів Алжиру.

### 1943
З грудня 1942 року ескадрений міноносець «Лукаут» базувався на алжирській морській базі Бон з кораблями З'єднання Q. Основним призначенням цього формування було патрулювання та ескорт кораблів і суден поблизу берегів французьких колоній Алжира та Тунісу.
6 лютого 1943 року взяв участь у рятувальній операції екіпажу корвету типу «Флавер» «Луїсбур», потопленого внаслідок авіаційного нальоту німецьких Ju 88 і He 111 неподалік від Орану. Есмінець встиг врятувати 50 осіб, поки корвет не затонув.
23 березня «Лукаут» пройшов плановий ремонт силової установки — відновленню підлягали його турбіни. Після завершення здійснив перехід до Мальти, де разом з есмінцями «Лафорей», «Лойал», «Нубіан» та «Тартар» увійшли до 19-ї флотилії есмінців, головним завданням якої стало патрулювання та ескорт навколишніх вод біля Мальти.
На початку травня 1943 року «Лукаут» взяв участь в операції «Ретрібьюшн», а на початку червня залучався до проведення операції «Кокскрю» — захопленню британцями італійського острову Пантеллерія. Разом з однотипним «Лойал» обстрілював італійські позиції на острові.
9 липня 1943 року корабель з іншими кораблями флотилії залучався до підтримки Сицилійської операції з висадки морського десанту на італійський острів. «Лукаут» входив до Східного угруповання флоту, що включало крейсери «Морішиес», «Ньюфаундленд», «Орайон» та «Уганда», прикриваючи висадку підрозділів XXX-го британського корпусу генерал-лейтенанта О.Ліза на плацдарм поблизу Сиракуз.
19 липня разом з крейсером «Ньюфаундленд» та ескортним міноносцем «Бланкні» обстрілював із гармат головного калібру позиції противника біля Катанії, а наступного дня біля Лентіні та Карлентіні.
З 2 по 3 вересня залучався до бомбардування позицій італійських військ у Мессінської протоки та в Калабрії напередодні висадки британців в операції «Бейтаун».
9 вересня 1943 року «Лукаут» здійснював прикриття крейсерів «Морішиес», «Делі», «Орайон» та «Уганда», які забезпечували артилерійську підтримку операції «Аваланч» з висадки союзного десанту поблизу Салерно. 11 вересня внаслідок авіаційного нальоту німецьких бомбардувальників корабель отримав незначні пошкодження від ураження керованими авіабомбами Hs 293 та FX 1400, але був змушений вийти з бою та перейти на Мальту для ремонту та відновлення боєздатності.
Після ремонту повернувся до строю, але вже 13 жовтня під час виконання завдань з «Лафорей» неподалік від гирла Вольтурно піддався повітряній атаці німецьких винищувачів-бомбардувальників та отримав структурні пошкодження від вибуху 250 кг бомби поблизу корпусу есмінця. Через деякий час направлений на ремонт до Таранто, де перебував до червня 1944 року.

### 1944
Лише 24 липня 1944 року есмінець «Лукаут» повернувся до строю та прибув до 14-ї флотилії есмінців на Мальті. У серпні взяв участь у висадці морського десанту на південне узбережжя Франції. 12 числа вийшов у супроводі крейсерів «Огаста», «Дідо» та американських есмінців «Глівз» і «Сомерз» до оперативної зони «Сітка». 15 серпня підтримував висадку передової групи десанту на острів Іль-дю-Леван, пізніше обстрілював ворожі позиції в Сен-Мандріє-сюр-Мер.
У вересні — жовтні продовжував несення служби в акваторії Середземного моря, бився з італійськими та німецькими силами в Адріатичному морі, обстрілював позиції в Чезенатіко. 13 жовтня есмінець «Лойал» підірвався на міні й «Лукаут» буксував його до Анкони.
У листопаді-грудні 1944 року виконання завдань з артилерійської підтримки військ, що наступали, патрулювання та конвоювання поблизу берегів Італії.

### 1945
З січня 1945 року «Лукаут» у складі 3-ї флотилії есмінців ніс службу в Лігурійському морі, з американським есмінцем «Вулсі» обстрілював ворожі оборонні рубежі поблизу Ла-Спеції, згодом біля Санремо на італійській Рив'єрі.
17 березня 1945 року він з есмінцями «Метеор» та французькими «Темпет» та «Баск» патрулювали акваторію північніше Корсики. Наступного дня група союзних кораблів наштовхнулась на німецькі есмінець і міноносці, які встановлювали мінні поля неподалік від острову Горгона. У ході нічного бою німецькі міноносці «TA 24» (колишній італійський Arturo) і «TA 29» (колишній італійський Eridano) були потоплені, а есмінець «TA 32», прикриваючись димовою завісою, втік з поля бою.
У подальшому корабель продовжував виконувати завдання на Середземному морі, у квітні підтримував просування американської 5-ї армії генерала М. Кларка, у взаємодії з французькими крейсерами «Монткальм» і «Дюге-Труен» обстрілював позиції на Французькій Рив'єрі.

### Післявоєнний час
Після перемоги союзників у Європі протягом травня-серпня «Лукаут» ніс службу на Середземному морі, а також забезпечував тренування капітальних кораблів британських ВМС, що готувались до переходу до Східного та Тихоокеанському флотів Британської імперії.
19 жовтня 1945 року ескадрений міноносець «Лукаут» прибув до Плімута, де незабаром був виведений до складу Резерву флоту. У жовтні 1947 року його вивели зі складу британського флоту та 29 лютого 1948 року корабель прибув на розбракування до Ньюпорта, Монмутшир.